# Catalogue Raisonné des Graminées de Portugal
Catalogue Raisonné des Graminées de Portugal (abreviado Cat. Rais. Gramin. Portugal) es un libro ilustrado y con descripciones botánicas que fue escrito por el botánico austríaco Eduard Hackel y publicado en el año 1880.